# Lago del Sabbione
Il lago del Sabbione è un bacino artificiale in comune di Formazza, in provincia del Verbano-Cusio-Ossola. 

## Storia
Il lago venne ottenuto sbarrando un pianoro con la diga del Sabbione, inaugurata nel 1953. Si tratta del bacino artificiale con la maggiore capacità di invaso del Piemonte e del secondo dell'intera catena alpina: 44.830.000 m3. Le acque del lago vengono utilizzate dalla sottostante centrale idroelettrica di Morasco, attraverso una condotta forzata scavata in galleria.
Nel corso dei lavori di costruzione il regista Ermanno Olmi girò a 23 anni il suo primo film, un cortometraggio intitolato «La diga del ghiacciaio».

## Caratteristiche
Il lago si trova ad una quota di 2460 m, in alta val Formazza, ed è dominato dalle punte del Sabbione, d'Arbola e dalla Corno di Ban. Intorno al lago sorgono diversi rifugi tra cui: il rifugio Claudio e Bruno, il rifugio Somma Lombardo e il rifugio 3A..